# El bailarín del desierto
El bailarín del desierto (Desert Dancer) es una película biográfica del 2014 dirigida por Richard Raymond. 

## Sinopsis
Cuenta la historia de un joven bailarín de Irán, Afshin Ghaffarian, que arriesga su vida por su sueño se convertirse en un bailarín conocido por todo el mundo.

## Elenco
| Actor             | Role              |
| ----------------- | ----------------- |
| Reece Ritchie     | Afshin Ghaffarian |
| Freida Pinto      | Elaheh            |
| Nazanin Boniadi   | Parisa Ghaffarian |
| Tom Cullen        | Ardavan           |
| Marama Corlett    | Mona              |
| Simon Kassianides | Sattar            |
| Akin Gazi         | Farid Ghaffarian  |
| Tolga Safer       | Stephano          |
| Makram Khoury     | Mehdi             |

## Filmación
Freida Pinto llevó un programa intensivo para el papel que contenía ocho horas de baile todos los días durante 14 semanas. Relativity Media ha adquirido los derechos de distribución de América del Norte para la película.

## Estreno
La película se estrenó el 3 de julio de 2014 en Alemania. Se estrenó en Hong Kong el 28 de agosto de 2014 y en Estados Unidos el 20 de marzo de 2015.